# Andreas Ornitoparchus
Andreas Ornitoparchus (* um 1490 in Meiningen; † nach 1520) war ein deutscher Musiktheoretiker der Renaissance.

## Leben und Wirken
Über die Herkunft und die frühe Zeit von Andreas Ornitoparchus sind keine Informationen überliefert. Die musikhistorische Forschung konnte aber ermitteln, dass er seine erste musikalische Ausbildung in Sachsen bekam. Anschließend war er 1512 an der Universität Rostock zum Studium eingeschrieben, 1515 in Tübingen, 1516 in Wittenberg und Leipzig, und schließlich 1518 in Greifswald. Dazwischen haben ihn ausgedehnte Reisen durch Deutschland, Österreich, Böhmen und Ungarn geführt. In seiner Zeit als Rektor einer pfarrlichen Schule an St. Ludgeri in Münster hat er 1514 eine lateinische Grammatik verfasst. Mit der Abfassung seiner namhaften vierbändigen musiktheoretischen Abhandlung Micrologus hat er bereits 1512 in Rostock begonnen; dies erstreckte sich über etwa fünf Jahre. Danach hat er an den Universitäten Tübingen, Heidelberg und Mainz öffentlich daraus gelesen. Über seinen weiteren Lebensweg, auch über Ort und Datum seines Todes, ist nichts bekannt.

## Bedeutung
Das Hauptwerk von Ornitoparchus ist seine musiktheoretische Abhandlung Musice active micrologus, erschienen in Leipzig im Januar 1517. Dieses Werk übertrifft mit seiner stofflichen Breite alle anderen musiktheoretischen Traktate seiner Zeit. Im ersten Buch wird der cantus planus behandelt, die einstimmige Musik mit gleich langen Notenwerten; in diesem Teil sind auch längere Abschnitte über die Sphärenharmonie und das Monochord enthalten. Das zweite und dritte Buch befasst sich mit der musica mensuralis, also der mehrstimmigen Musik, mit zahlreichen Notenbeispielen, und mit dem sogenannten accentus ecclesiasticus (Kirchenakzent), wobei seine systematische Behandlung des Kirchenakzents eine absolute Neuerung in der Musiktheorie darstellt. Außerdem unterscheidet er im Gregorianischen Choral die beiden Stilarten Accentus und Concentus, was bis heute gültig ist. Ebenso neu ist seine Definition einer musikalischen Klausel, die bei ihm in erster Linie als mehrstimmiger Vorgang beschrieben wird. Im vierten Buch wird schließlich der Kontrapunkt behandelt. Eine weitere Neuheit ist in dem Buch mit der musica mensuralis die Nennung von 16 Namen von Personen, die in seinen Augen als vorbildliche Komponisten gelten: Alexander Agricola, Georg Brack, Antoine Brumel, Loyset Compère, Caspar Czeys, Josquin Desprez, Heinrich Finck, Johannes Ghiselin, Heinrich Isaac, Erasmus Lapicida, Pierre de La Rue, Jacob Obrecht, Johannes Ockeghem, Matthaeus Pipelare, Conrad Rein und Johannes Tinctoris.
Obwohl Ornitoparchus’ Traktat auf die musikalische Praxis zielt, hält sie an dem relativ weiten Musikbegriff des Mittelalters fest, der auch die Dichtkunst einschließt, das „genus poetarum“ nach Boethius. Der Verfasser vertritt auch die Lehre der Sphärenharmonie, weil nach seiner Meinung eine Bewegung ohne Klang nicht möglich sei. In seiner ausführlichen Herleitung des Proportionsbegriffs und in der Darstellung der Abhängigkeit der intervallischen von den mensuralen Proportionen wird bei ihm die Musik zahlengesetzlich begründet. Trotz mancher Mängel, besonders in der Dissonanzenlehre und bei seinen Gesangsregeln, fand die Musiktheorie Micrologus anhaltende Aufnahme, wurde von nachfolgenden Musiktheoretikern zitiert und in Teilen übernommen. Noch im Jahr 1609 wurde der gesamte Micrologus von dem englischen Komponisten John Dowland ins Englische übersetzt.

## Werke (Schriften)
- Enchiridion latinae constructionis, Deventer 1515
- Musice active micrologus, Leipzig Januar 1517; weitere Auflagen: November 1517, 1519, 1521, 1555 (im Rahmen der Sammlung Libelli titulum inscriptionemque iocus); als De arte cantandi micrologus, Köln 1524, 2. Auflage bei Hero Alopecius 1533, dritte Auflage bei Johann Gymnich 1535; englische Übersetzung von John Dowland als Andreas Ornitoparcus His Micrologus or Introduction: Containing the Art of Singing, bei Thomas Adams London 1609